# Njapche
 (septembre 2023).
Si vous disposez d'ouvrages ou d'articles de référence ou si vous connaissez des sites web de qualité traitant du thème abordé ici, merci de compléter l'article en donnant les références utiles à sa vérifiabilité et en les liant à la section « Notes et références ».
 (septembre 2023).
La mise en forme du texte ne suit pas les recommandations de Wikipédia : il faut le « wikifier ».
Les points d'amélioration suivants sont les cas les plus fréquents. Le détail des points à revoir est peut-être précisé sur la page de discussion.
- Les titres sont pré-formatés par le logiciel. Ils ne sont ni en capitales, ni en gras.
- Le texte ne doit pas être écrit en capitales (les noms de famille non plus), ni en gras, ni en italique, ni en « petit »…
- Le gras n'est utilisé que pour surligner le titre de l'article dans l'introduction, une seule fois.
- L'italique est rarement utilisé : mots en langue étrangère, titres d'œuvres, noms de bateaux, etc.
- Les citations ne sont pas en italique mais en corps de texte normal. Elles sont entourées par des guillemets français : « et ».
- Les listes à puces sont à éviter, des paragraphes rédigés étant largement préférés. Les tableaux sont à réserver à la présentation de données structurées (résultats, etc.).
- Les appels de note de bas de page (petits chiffres en exposant, introduits par l'outil «  Source ») sont à placer entre la fin de phrase et le point final[comme ça].
- Les liens internes (vers d'autres articles de Wikipédia) sont à choisir avec parcimonie. Créez des liens vers des articles approfondissant le sujet. Les termes génériques sans rapport avec le sujet sont à éviter, ainsi que les répétitions de liens vers un même terme.
- Les liens externes sont à placer uniquement dans une section « Liens externes », à la fin de l'article. Ces liens sont à choisir avec parcimonie suivant les règles définies. Si un lien sert de source à l'article, son insertion dans le texte est à faire par les notes de bas de page.
- La présentation des références doit suivre les conventions bibliographiques. Il est recommandé d'utiliser les modèles {{Ouvrage}}, {{Chapitre}}, {{Article}}, {{Lien web}} et/ou {{Bibliographie}}. Le mode d'édition visuel peut mettre en forme automatiquement les références.
- Insérer une infobox (cadre d'informations à droite) n'est pas obligatoire pour parachever la mise en page.

Pour une aide détaillée, merci de consulter Aide:Wikification.
Si vous pensez que ces points ont été résolus, vous pouvez retirer ce bandeau et améliorer la mise en forme d'un autre article.
 (septembre 2023).
Le Njapche (ou Ndjapche) est un mets traditionnel du département du Noun, dans la région de  l’Ouest Cameroun.     
Ce plat populaire typique représente l’identité culturelle et l’hospitalité de tout un peuple. Préparé avec des ingrédients locaux, le Njapche offre une combinaison unique de saveurs et de textures.     

## Origine
L'origine du Njapche remonte à l'utilisation d'un légume spécifique dans sa préparation : la morelle noire. Ce légume se trouvait, au départ, uniquement sur les rives gauches du fleuve Noun, territoire occupé par le peuple Bamoun, tandis que l'autre rive était habitée par le peuple Bamiléké. Les Bamouns considéraient ce légume comme un don divin, une véritable manne offerte par Dieu. Le Njapche était consommé initialement uniquement lors de certains rites et comme offrande. Au vu, de l'abondance de ce légume, sa consommation s'est généralisée et il a même été exporté vers des contrées voisines.
Selon la légende, les habitants de la rive droite du fleuve, intrigués par les feuilles mystérieuses qui conféraient une grande force aux guerriers Bamouns, ont traversé le fleuve pour s'approprier ce fameux légume. Malheureusement, ils n'ont jamais réussi à préparer le véritable Njapche  authentique, à l’instar de la femme Bamoune, qui maîtrise véritablement sa préparation, préservant ainsi son authenticité et cet héritage culinaire.

## Préparation
Le Njapche se prépare de trois façons, selon les préférences et les traditions locales : avec du beurre d'arachide, à la pistache (comme ingrédient clé) et enfin, en sauté avec de la tomate comme ingrédient principal. 
Pour relever la saveur du Njapche, différents condiments sont utilisés. Il s'agit notamment de l’huile rouge, sel, tomate, oignon, poivron vert, poireaux et autres condiments locaux. Ces ingrédients sont écrasés ensemble sur une pierre plate et ovale, ce qui permet de libérer leurs saveurs et de les mélanger.
Les feuilles découpées de Njapche sont bouillies parfois avec du sel gemme selon les saisons (en saison sèche, les feuilles plus dures nécessitent le sel gemme, en saison pluvieuse pas besoin de cet ingrédient, car les feuilles sont plus tendres), généralement sur un feu de bois.  Les feuilles ainsi bouillies sont lavées à l’eau froide afin de retirer le goût du sel gemme. Pendant ce temps, les condiments préparés sont frits dans de l'huile rouge de palme, ce qui crée un parfum appétissant. Ensuite, on ajoute notre Njapche bouillie et les pistaches si c’est au pistache ou du beurre d’arachides si c’est aux arachides avec les condiments. on sale ajoute de l’eau et contrôle la cuisson.

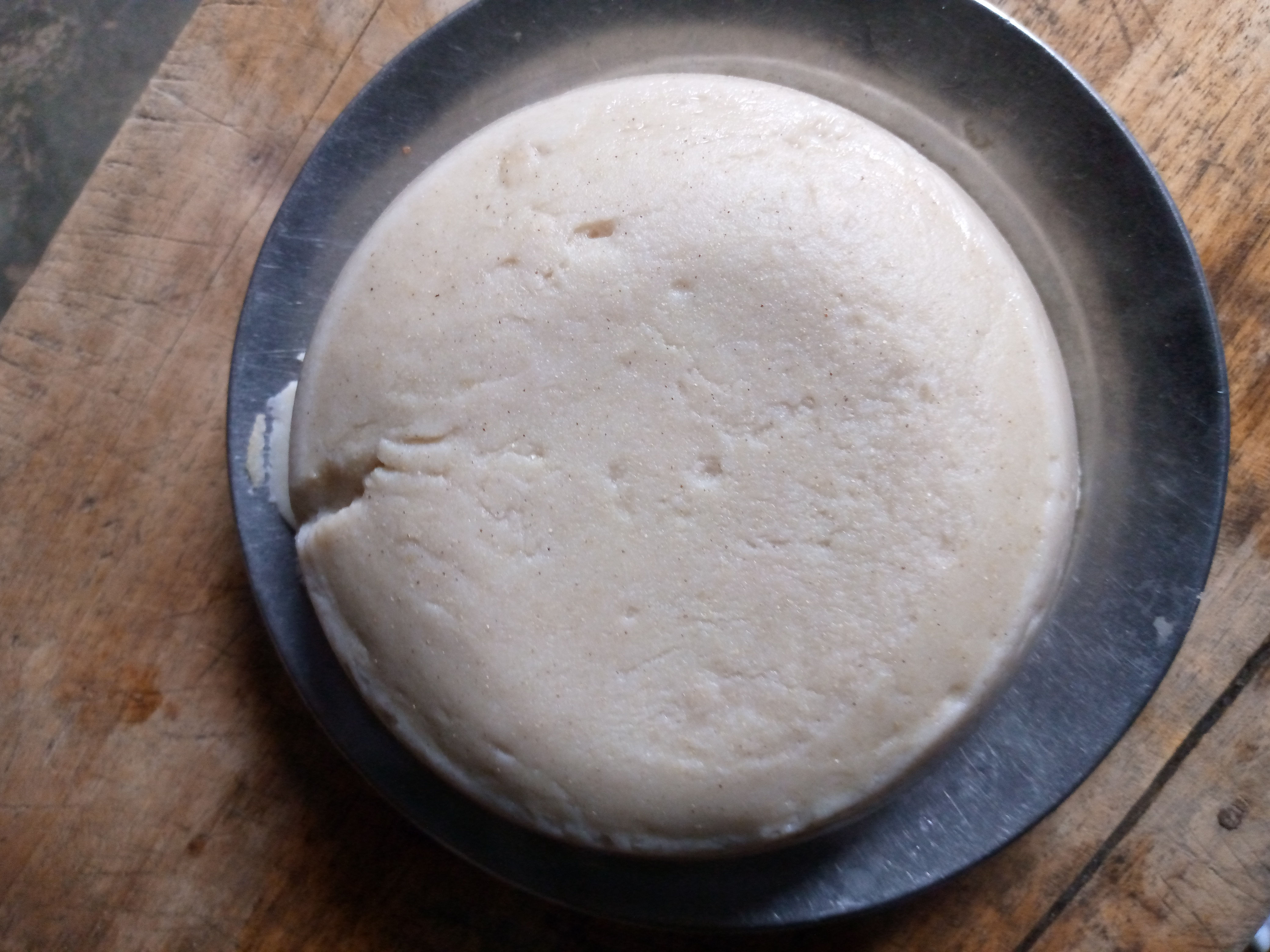
Couscous maïs

Le couscous de maïs est un complément important dans la préparation du Njapche . Il est fait à partir de manioc séché et moulu, mélangé avec de la poudre de maïs. Ce mélange est ensuite tourné dans une marmite bouillante posée sur le feu. Le processus de tournage du couscous demande de l'énergie et de la méthode. Le résultat est une boule de couscous blanchâtre, savoureuse, qui est considérée comme un signe de savoir-faire culinaire féminin.
Le Njapche est souvent servi en accompagnement du couscous, et ces deux plats se complètent mutuellement. Selon la tradition bamoune, la capacité d'une femme Bamoune à préparer un délicieux couscous au Njapche  est considérée comme une qualité appréciée par le mari. Le couscous Njapche peut être accompagné d'une boisson traditionnelle appelée quenouh, fabriquée à base de canne à sucre, pour compléter un repas festif.

## Signification culturelle et sociale
Le Njapche  revêt une signification culturelle et sociale importante au Cameroun, en particulier dans le royaume Bamoun. Ce plat est associé à l'identité culinaire et ethnique de ce royaume et est considéré comme un symbole de fierté et d’appartenance .
Sur le plan culturel, le Njapche est fréquemment préparé lors de grandes occasions festives, telles que les célébrations familiales, les mariages, les baptêmes, les funérailles ou d'autres événements sociaux culturels tels que le Nguon (fête de la récolte). Sa confection et sa dégustation sont généralement accompagnées de rituels et de traditions spécifiques, ce qui en fait un moment de rassemblement et de partage au sein de la communauté.
En tant que plat traditionnel qui se veut d’être préservé, le Njapche est transmis de génération en génération, principalement par les femmes qui détiennent un savoir-faire culinaire pour le préparer. Cela renforce ainsi le rôle des femmes dans la préservation d’un patrimoine culturel dont l’écho retentit bien au-delà du Cameroun. Cette préservation maintient ainsi l'identité culinaire de la communauté.
Sur le plan social, le Njapche occupe une place particulière dans les relations familiales et conjugales. Il est dit que les maris Bamoun et même la belle famille apprécient les femmes qui savent bien cuisiner le Njapche, ce qui souligne l'importance de la compétence féminine dans la construction des relations familiales harmonieuses. Du coup, la maîtrise de la préparation du Njapche est considérée comme un signe de compétence, de respect et d'attention et même de bonne éducation envers la famille et les invités.
Le partage du Njapche lors des repas rassemble la famille et les proches, renforce ainsi les liens sociaux et familiaux. Il crée un sentiment de convivialité, de générosité et d'appartenance communautaire, encore plus dans la diaspora bamoune. La dégustation du Njapche est souvent accompagnée de discussions sur certains faits marquants sociaux, contribuant ainsi à la création d'un environnement festif et chaleureux.
Le Njapche incarne l'identité culturelle, la transmission des traditions, la valorisation des compétences culinaires féminines et la cohésion sociale au sein de la communauté.

## Variations régionales et adaptations contemporaines

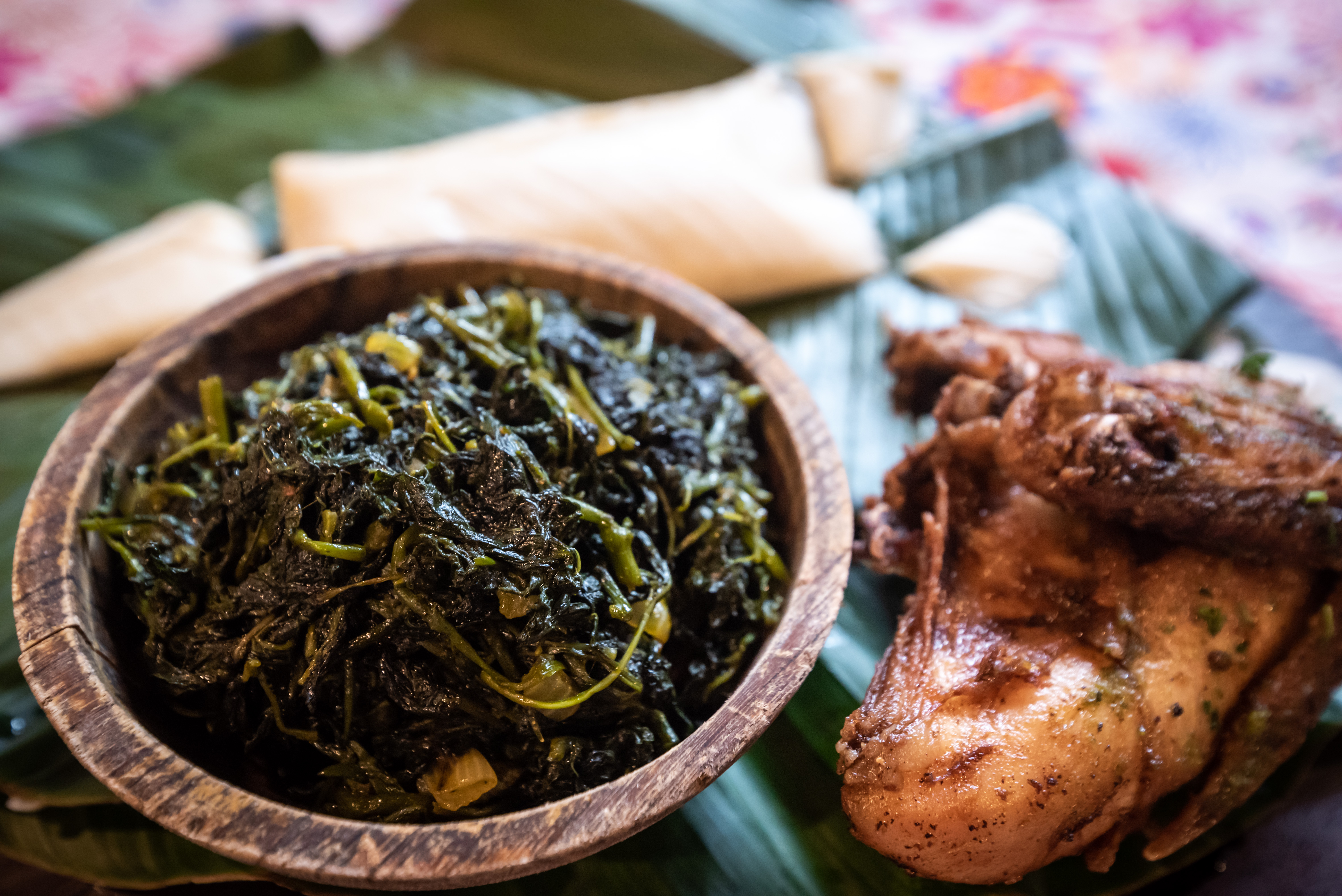
Variante du Njapche

De nos jours, la préparation du Njapche se fait habituellement en utilisant des ingrédients industriels qui sont étrangers à la région du Noun (des huiles raffinées produites en masse...). De plus, certaines épices provenant d'autres régions y sont ajoutées. Tout ceci altère la saveur du plat et lui fait perdre son authenticité.
Ces pratiques modernes conduisent à une dénaturation du Njapche, qui avec le temps peut perdre sa véritable essence et son lien avec les traditions culinaires Bamounes. Cette réadaptation culinaire impacte négativement sur l'authenticité et la qualité gustative de ce plat emblématique.

## Impact économique et préservation des traditions

### Économie
La culture, la production et la préparation du Njapche font travailler les agriculteurs, les producteurs et les vendeurs locaux. La demande de Njapche et des ingrédients nécessaires à sa préparation stimule l'activité économique au niveau local.
De plus, la valorisation du Njapche  en tant que plat traditionnel contribue au développement du tourisme culinaire. Les visiteurs intéressés par la culture et la gastronomie camerounaise sont attirés par l'expérience de déguster le Njapche préparé de manière authentique, ce qui peut soutenir les petites entreprises de restauration et d'hébergement dans le département

### Tradition
En ce qui concerne la préservation des traditions, le Njapche joue un rôle essentiel. La transmission intergénérationnelle des connaissances et des compétences nécessaires pour préparer le Njapche garantit la perpétuation des traditions culinaires de la communauté Bamoun. Les femmes, en tant que gardiennes de ces traditions, jouent un rôle crucial dans la préservation et la transmission du savoir-faire associé à la préparation du Njapche.
Il est important de soutenir et de promouvoir la préservation des traditions culinaires comme le Njapche. Cela peut se faire par le biais de programmes éducatifs, de la documentation des recettes et des techniques de préparation, de l'organisation d'événements culturels mettant en valeur la cuisine traditionnelle et de la sensibilisation à l'importance de la préservation du patrimoine culinaire local.